# Yucca mixtecana
Yucca mixtecana ist eine Pflanzenart der Gattung der Palmlilien (Yucca) in der Familie der Spargelgewächse (Asparagaceae).

## Beschreibung
Die dünnstämmig wachsende Art erreicht eine Wuchshöhe von 2 bis 6 Metern. Die auf der Unterseite rauen, steifen, 0,4 bis 0,8 Meter langen Laubblätter bilden an den Blatträndern Fasern.
Der zwischen den Blättern beginnende aufrechte oder leicht geneigte Blütenstand wird 0,5 bis 1 Meter lang.
Yucca periculosa ist nahe verwandt mit Yucca mixtecana, hat aber im Gegensatz zu dieser einen dickeren Stamm und bildet Verzweigungen mit mehreren Rosetten. Sie verträgt bei trockenem Stand bis minus 15 °C.

## Verbreitung
Die in Mexiko in den Staaten Puebla und Oaxaca endemische Yucca mixtecana ist in Höhenlagen bis zu 2200 m verbreitet. Sie wächst vergesellschaftet mit Agave potatorum, Agave kerchovei, Agave titanota, Agave salmiana, Dasylirion-Arten, Beaucarnea purpusii und diversen Kakteen-Arten.

## Systematik
Die Erstbeschreibung durch den mexikanischen Botaniker Abisai Josue García-Mendoza ist 1998 veröffentlicht worden.
Die Art Yucca mixtecana wird innerhalb der Gattung Yucca in die Sektion Yucca und darin in die Serie Treculianae Hochstätter gestellt.

## Bilder
Yucca mixtecana:

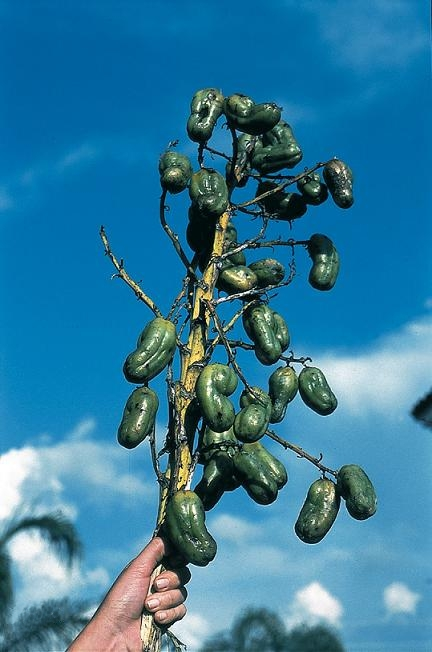
Fruchtstand mit Kapselfrüchten
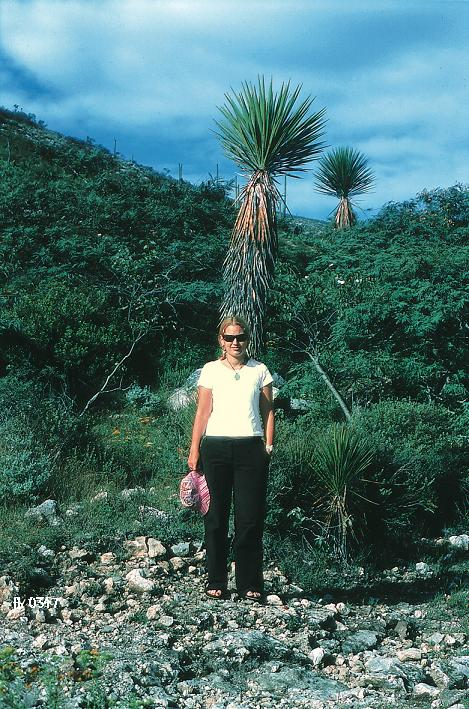
Vereinzelt wachsende Exemplare in Mexiko
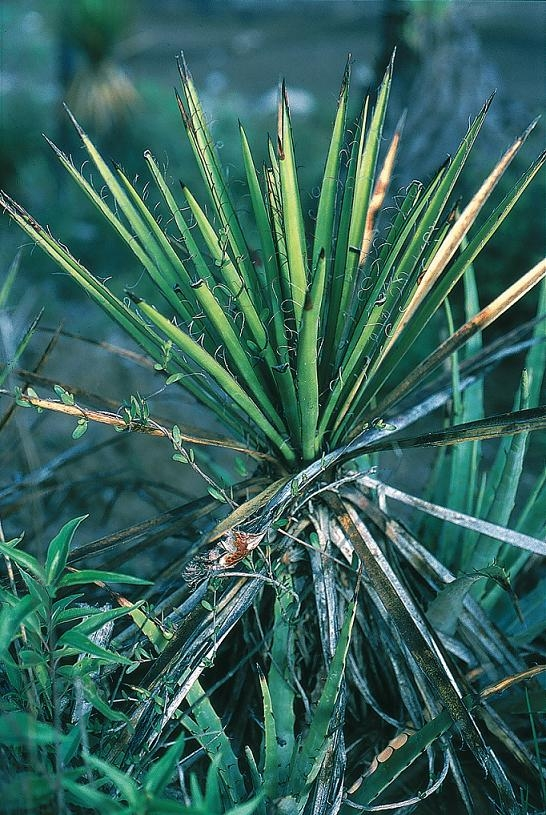
Jungpflanze in Mexiko